# Svedala kommun
Svedala kommun är en kommun i Skåne län, strax utanför Malmö (Ingår i Stormalmö). Svedala är kommunens centralort.

## Administrativ historik
Kommunens område motsvarar socknarna Bara, Bjärshög, Börringe, Hyby, Skabersjö, Svedala, Törringe och Västra Kärrstorp. I dessa socknar bildades vid kommunreformen 1862 landskommuner med motsvarande namn. 
Svedala municipalsamhälle inrättades 7 juli 1899 i Svedala landskommun och upplöstes vid årsskiftet 1918/1919 då Svedala köping bildades genom en utbrytning ur landskommunen. 1950 införlivades resten av landskommunen i Svedala köping.
Vid kommunreformen 1952 bildades storkommunerna Bara (av de tidigare kommunerna Bara, Bjärshög, Hyby och Skabersjö), Månstorp (av Arrie, Mellan-Grevie, Södra Åkarp, Törringe, Västra Ingelstad, Västra Kärrstorp och Östra Grevie) och Anderslöv (av Anderslöv, Börringe, Grönby, Gärdslöv och Önnarp) medan Svedala köping förblev oförändrad.
1967 införlivades en del ur Anderslövs landskommun (Börringe församling) i Svedala köping. Svedala kommun bildades vid kommunreformen 1971 genom en ombildning av Svedala köping. 1974 införlivades delar ur Månstorps kommun (Törringe och Västra Kärrstorps församlingar). 1977 införlivades Bara kommun.
Kommunen ingick från bildandet till 2005 i Trelleborgs domsaga och från 2005 ingår kommunen i Ystads domsaga.

## Geografi
Kommunen gränsar till Vellinge kommun, Malmö kommun, Staffanstorps kommun, Lunds kommun, Skurups kommun och Trelleborgs kommun.

### Topografi och hydrografi
Kommunen präglas av ett småkuperat landskap med kullar och korta moränryggar som formar det karakteristiska backlandskapet kring Bara. I sänkorna finner man flera sjöar, såsom Yddingesjön och Börringesjön. 
Mellersta och östra delarna av kommunen är hem för grusiga moränjordar där ståtliga bokskogar frodas. Å andra sidan domineras de södra och västra regionerna av bördiga och uppodlade moränleror. Där finner man även lerplatåer som bildades när inlandsisen smälte bort och som tidigare utgjorde grunden för en omfattande tegelindustri, numera nedlagd.

### Administrativ indelning
Fram till 2016 var kommunen för befolkningsrapportering indelad i två församlingar: Svedala församling och Värby församling.

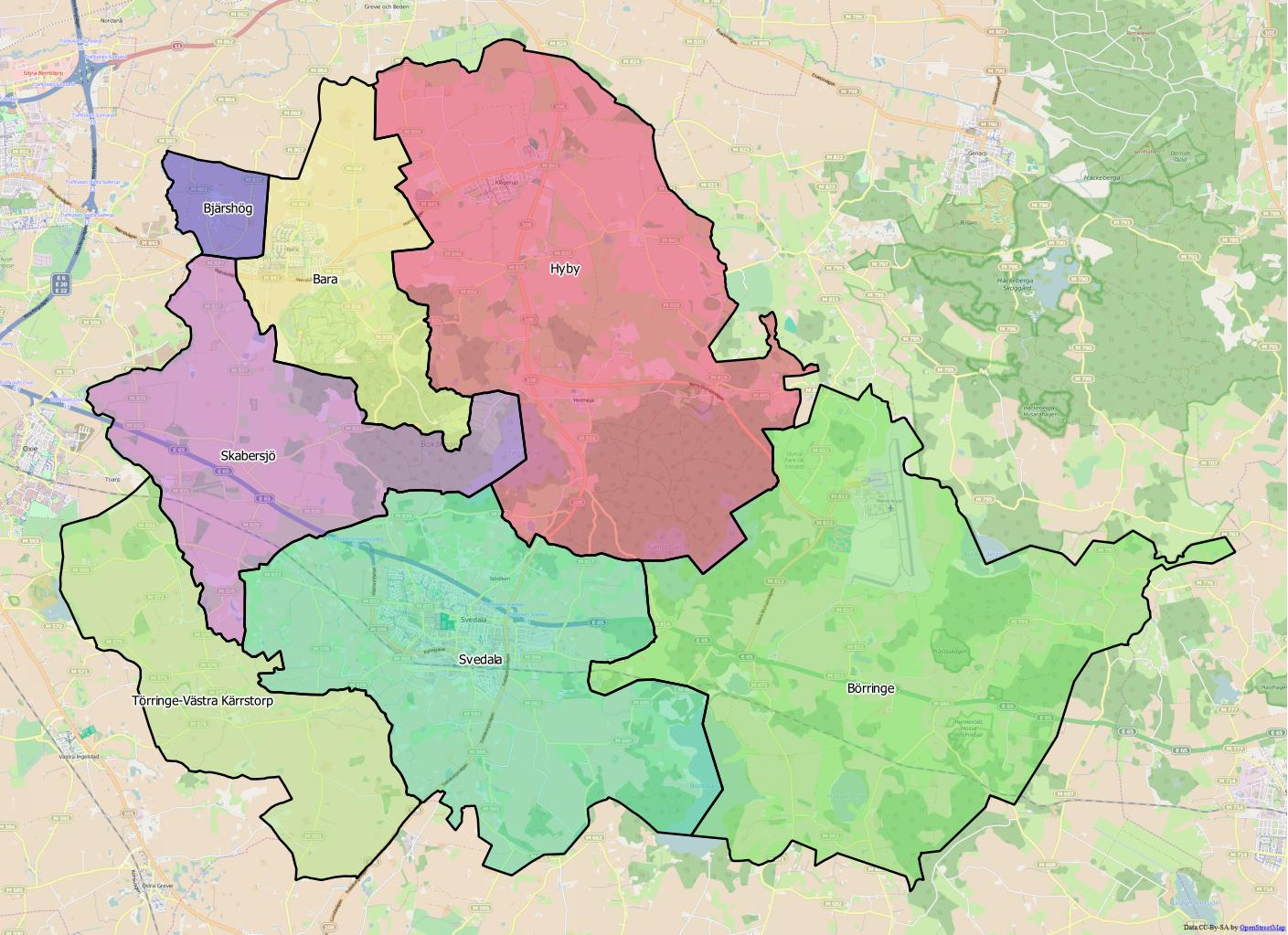
Distrikt inom Svedala kommun

Från 2016 indelas kommunen i sju distrikt: Bara, Bjärshög, Börringe, Hyby, Skabersjö, Svedala och Törringe-Västra Kärrstorp.

### Tätorter
Det finns fyra tätorter i Svedala kommun. 
I tabellen presenteras tätorterna i storleksordning 2019. Centralorten är i fet stil.
| Nr | Tätort   | Befolkning |
| -- | -------- | ---------- |
| 1  | Svedala  | 12 618     |
| 2  | Bara     | 3 885      |
| 3  | Klågerup | 2 241      |
| 4  | Holmeja  | 229        |

## Styre och politik

### Styre
I valen 1970 och 1973 hade Socialdemokraterna egen majoritet i kommunfullmäktige. 
Svedala kommun styrs under mandatperioden 2014-2018 av en minoritetskoalition bestående av Moderaterna, Liberalerna, Centerpartiet och Barapartiet. Det är samma styre som under mandatperioden 2010-2014, som dock då var ett majoritetsstyre. Sedan valet 2018 har Svedala kommun styrts av en koalition i minoritet mellan Moderaterna, Centerpartiet, Liberalerna, Barapartiet och Kristdemokraterna.

### Kommunfullmäktige

#### Presidium
| Presidium 2022–2026    | Presidium 2022–2026 | Presidium 2022–2026   |
| ---------------------- | ------------------- | --------------------- |
| Ordförande             | M                   | Lars Nordberg         |
| Förste vice ordförande | M                   | Hans Järvestam        |
| Andre vice ordförande  | S                   | Hellen Boij-Ljungdell |

Källa:

#### Mandatfördelning 1970–2022
Socialdemokraterna har varit det största partiet i samtliga val förutom kommunvalen 2010, 2014 och 2018. 2010 och 2014 var Moderaterna var större. 2018 och 2022 var Sverigedemokraterna största parti. 
Näst största parti var Centerpartiet i valen 1970-1976, Moderaterna i valen 1979-2006 samt 2014-2018 och Socialdemokraterna i valet 2010. I valet 1988 fick Moderaterna och Barapartiet lika många mandat men Moderaterna fick fler röster.
Samtliga riksdagspartier har funnits representerade i Svedala kommunfullmäktige, och efter valet 2014 var 7 av de 8 riksdagspartierna representerade. Kristdemokraterna åkte ut ur fullmäktige vid valet 2010 och saknar därmed representation.
| 20 | 8 | 4 | 3 |

| 30 | 5 |

| 19 | 10 | 2 |  | 3 |

| 29 | 6 |

| 22 | 12 | 5 | 6 |

| 36 | 9 |

| 22 | 8 | 5 | 10 |

| 35 | 10 |

| 22 | 4 | 7 | 2 | 10 |

| 37 | 8 |

| 19 | 2 | 6 | 5 | 4 | 9 |

| 37 | 8 |

| 19 | 2 | 2 | 7 | 5 | 3 | 7 |

| 36 | 9 |

| 15 | 2 |  | 8 | 4 | 3 | 2 | 10 |

| 40 |

| 20 | 2 | 8 | 3 | 2 |  | 9 |

| 35 | 10 |

| 2 | 19 |  |  | 6 | 3 |  | 2 | 10 |

| 31 | 14 |

|  | 17 |  | 2 |  | 2 | 4 | 2 | 4 | 2 | 9 |

| 33 | 12 |

|  | 14 |  | 6 | 2 | 3 | 2 | 3 |  | 12 |

| 29 |  | 15 |

|  | 12 | 2 | 7 | 3 | 2 | 3 | 15 |

| 30 | 15 |

|  | 12 | 3 | 10 | 2 | 2 | 3 | 12 |

| 29 | 16 |

|  | 9 | 2 | 13 | 2 | 2 | 2 | 2 |  | 11 |

| 31 | 14 |

|  | 10 |  | 12 | 3 | 2 | 2 |  | 2 | 11 |

| 29 | 16 |

### Nämnder

#### Kommunstyrelse
| Presidium 2023–2026    | Presidium 2023–2026 | Presidium 2023–2026 |
| ---------------------- | ------------------- | ------------------- |
| Ordförande             | M                   | Erik Stoy           |
| Förste vice ordförande | C                   | Sara Ripa           |
| Andre vice ordförande  | S                   | Ambjörn Hardenstedt |

Källa:

#### Lista över kommunstyrelsens ordförande
| Namn | Namn                       | Tillträdde     | Avgick           |
| ---- | -------------------------- | -------------- | ---------------- |
|      | Linda Allansson Wester (M) | 1 januari 2011 | 31 december 2022 |
|      | Erik Stoy (M)              | 1 januari 2023 |                  |

### Övriga nämnder
| Nämnder                    | Ordförande | Ordförande       | Vice ordförande | Vice ordförande    | Andre vice ordförande | Andre vice ordförande      |
| -------------------------- | ---------- | ---------------- | --------------- | ------------------ | --------------------- | -------------------------- |
| Bygg- och miljönämnden     | M          | Ulf Lennerling   | C               | Inge-Gerd Eriksson | S                     | Geir Hansen                |
| Kultur- och fritidsnämnden | BP         | Birgitta Delring | C               | Sara Ripa          | S                     | Gull-Britt Jönsson         |
| Socialnämnden              | M          | Per Mattsson     | BP              | Carin Falck        | S                     | Torbjörn Sköld             |
| Tekniska nämnden           | M          | Peter Jansson    | L               | Per-Olof Lindgren  | S                     | Anne-Charlotte Ziegenfeldt |
| Utbildningsnämnden         | M          | Hans Järvestam   | L               | Kristoffer Linné   | M                     | Heléne Hardenstedt         |
| Valnämnden                 | M          | James Perlman    | M               | Jan Holmerup       | S                     | Göran Malmberg             |

### Vänorter
Svedala kommun har följande vänorter:
- Bergen auf Rügen, Tyskland (sedan 1991)
- Goleniów, Polen (sedan 1993)
- Ishøj, Danmark (sedan 1998)

## Ekonomi och infrastruktur

### Näringsliv
Tidigare var Svedala kommun känd som en jordbrukskommun med anrika godsen Klågerup, Börringekloster, Skabersjö och Torup. Numera sysselsätter jordbruket endast två procent av de förvärvsarbetande. Handel och transport har istället blivit en betydande del av ekonomin och bidrar med 25 procent av sysselsättningen. Sturups flygplats utmärker sig som den största arbetsplatsen, med LFV som den främsta enskilda arbetsgivaren och flera privata företag som också är verksamma där. Bland dessa företag finns maskintillverkningsföretaget Sandvik Rock Processing, som har en central plats i centralorten.

### Infrastruktur

#### Transporter
Kommunen genomkorsas av Europaväg 65 samt av länsväg 108. Kommunen genomkorsas även av järnvägen Malmö–Ystad och Skåneleden.

## Befolkning

### Demografi

#### Befolkningsutveckling
| Befolkningsutvecklingen i Svedala kommun 1970–2020                                                              | Befolkningsutvecklingen i Svedala kommun 1970–2020 | Befolkningsutvecklingen i Svedala kommun 1970–2020 | Befolkningsutvecklingen i Svedala kommun 1970–2020 | Befolkningsutvecklingen i Svedala kommun 1970–2020 |
| --- | -------------------------------------------------- | -------------------------------------------------- | -------------------------------------------------- | -------------------------------------------------- |
| |                                                    |                                                    |                                                    |                                                    |
| År |                                                    |                                                    | Folkmängd                                          |                                                    |
| 1970 | 1970                                               |                                                    | 10 166                                             |                                                    |
| 1975 | 1975                                               |                                                    | 13 244                                             |                                                    |
| 1980 | 1980                                               |                                                    | 15 471                                             |                                                    |
| 1985 | 1985                                               |                                                    | 16 741                                             |                                                    |
| 1990 | 1990                                               |                                                    | 17 397                                             |                                                    |
| 1995 | 1995                                               |                                                    | 17 915                                             |                                                    |
| 2000 | 2000                                               |                                                    | 17 905                                             |                                                    |
| 2005 | 2005                                               |                                                    | 18 716                                             |                                                    |
| 2010 | 2010                                               |                                                    | 19 822                                             |                                                    |
| 2015 | 2015                                               |                                                    | 20 462                                             |                                                    |
| 2020 | 2020                                               |                                                    | 22 665                                             |                                                    |
| Anm: Uppgifterna avser förhållandena den 31 december enligt den kommunala indelningen den 1 januari året efter. |                                                    |                                                    |                                                    |                                                    |

#### Utländsk bakgrund
Den 31 december 2015 utgjorde antalet invånare med utländsk bakgrund (utrikes födda personer samt inrikes födda med två utrikes födda föräldrar) 2 473, eller 12,09 % av befolkningen (hela befolkningen: 20 462 den 31 december 2015). Den 31 december 2002 utgjorde antalet invånare med utländsk bakgrund enligt samma definition 1 514, eller 8,34 % av befolkningen (hela befolkningen: 18 151 den 31 december 2002).

#### Invånare efter de vanligaste födelseländerna
Följande länder är de 10 vanligaste födelseländerna för befolkningen i Svedala kommun.
| Födelseland 31 december 2021 | Födelseland 31 december 2021     | Födelseland 31 december 2021 | Födelseland 31 december 2021 | Födelseland 31 december 2021 |
| ---------------------------- | -------------------------------- | ---------------------------- | ---------------------------- | ---------------------------- |
| Nr                           | Land                             | Antal                        | Andel                        | Andel i hela riket           |
| 1                            | Sverige                          | 20 397                       | 87,83 %                      | 80,00 %                      |
| 2                            | Polen                            | 345                          | 1,49 %                       | 0,91 %                       |
| 3                            | Danmark                          | 303                          | 1,30 %                       | 0,37 %                       |
| 4                            | Syrien                           | 212                          | 0,91 %                       | 1,88 %                       |
| 5                            | / SFR Jugoslavien/FR Jugoslavien | 158                          | 0,68 %                       | 0,60 %                       |
| 6                            | Irak                             | 130                          | 0,56 %                       | 1,40 %                       |
| 7                            | Bosnien och Hercegovina          | 128                          | 0,55 %                       | 0,58 %                       |
| 8                            | Iran                             | 116                          | 0,50 %                       | 0,80 %                       |
| 9                            | Tyskland                         | 83                           | 0,36 %                       | 0,51 %                       |
| 10                           | Afghanistan                      | 81                           | 0,35 %                       | 0,60 %                       |

## Kultur

### Kommunsymboler

#### Kommunvapen
Blasonering: I rött fält tre naverlönnblad av guld, ordnade två över ett.
Svedala kommunvapen, registrerat i Patent- och registreringsverket 1987 innehåller tre blad från träd av arten naverlönn, Acer campestre, som har sin enda kända naturliga växtlokal just i Svedala kommun.
Bladens placering två över en liknar avsiktligt kronornas placering i lilla riksvapnet. "Svedala" eller "gamla Svedala" brukar också användas som smeknamn på Sverige.

Bara landskommun (1969–1970) Bara kommun (1971–1976)
Svedala köping (1960–1970) Svedala kommun (1971–1976)

#### Kommunfågel

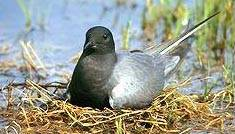
Svarttärnan är Svedalas kommunfågel.